# 村田莉
村田莉（日语：／，1991年12月2日—），是日本女性模特兒、藝人，出生於千葉縣，身高156公分，體重42公斤，血型O型，隸屬日本音樂娛樂旗下。

## 簡歷
因為被時尚流行查制的星探發掘而進入模特兒界，在時尚雜誌《egg》上出道。
2009年7月4日開設官方部落格『まりもBLOG』。
2010年在上海世博會上與舟山久美子、寿るい、出岡美咲、孫暐、鈴木奈奈、河西美希、青木英李、椎名光、廣瀨麻伊等九位《Popteen》模特兒一同出席時裝表演，推廣少女流行文化。
2011年3月1日開始商品監製，假睫毛「Toujours（トゥジュール）」也開始在全國發售。

## 出演

### 雜誌
- egg（大洋図書）
- Popteen（角川春樹事務所）

### 活動
- 渋谷ガールズコレクション

### PV
- YA-KYIM「たぶんきっと」
- 西野加奈「即使分開兩地 feat.WISE」（2009年3月18日）

## 外部連結
- （日語） 村田莉Official Blog『まりもブログ』 Powered by Ameba （页面存档备份，存于）
- （日語） GAL's POP blog
- （日語） 所屬事務所網站 JAPAN MUSIC ENTERTAINMENT （页面存档备份，存于）
- 村田莉 (murata_mari) （页面存档备份，存于） - Twitter

其他
- 村田莉プロデュースToujours